# Roman Luhovyy
Roman Luhovyy, né le 4 août 1979 à Kirovohrad, est un coureur cycliste ukrainien. 

## Biographie
Il était membre du club École de cyclisme de Nikolaev.

## Palmarès
- 1995
  -  Médaillé d'or de la course en ligne au Festival olympique de la jeunesse européenne
- 1997
  - 3e de la Gipuzkoa Klasika
- 1998
  - 3e de la Coppa Sant'Anna
  - 3e du Trofeo Comune di Ferrera Erbognone
- 1999
  - Coppa Caduti Buscatesi
  - Trophée Tempestini Ledo
  - 3e du Circuito Castelnovese
- 2000
  - Circuito Isolano
  - 2e du Circuito Alzanese
  - 2e du Trofeo SC Marcallo con Casone
- 2001
  - Coppa Piero Mugnaioni
  - Coppa Caduti di Puglia
  - 6ea étape du Tour des régions italiennes
  - 2e du Giro delle Tre Provincie
  - 3e de Florence-Empoli
  - 3e de Menton-Savone
  - 3e du Gran Premio La Torre
  -  Médaillé de bronze du championnat d'Europe sur route espoirs
- 2002
  - 8e étape de la Rutas de América
  - Florence-Empoli
  - Menton-Savone
  - Coppa Caduti di Puglia
  - 4e étape du Tour des Marches
  - 4e étape du Tour de Tarragone
  - Coppa Collecchio
  - 2e du Trofeo Città di Prato
  - 3e de la Rutas de América
- 2003
  - Coppa Giuseppe Romita
  - Trofeo Caduti Medesi
  - 2e du Trophée Edil C
  - 2e du Mémorial Morini
  - 2e du Circuito Guazzorese
  - 3e du Grand Prix Industrie del Marmo
  - 3e du Circuito Alzanese
- 2005
  - 2e du championnat d'Ukraine sur route

## Classements mondiaux
| Année           | 2005 |
| --------------- | ---- |
| UCI Europe Tour | 182e |